# Ölkovres saga
Ölkovres saga (isl. Ölkofra saga) är en av islänningasagorna. Den utspelar sig på sydvästra Island strax efter år 1000.

## Handling
Torhall, kallad Ölkovre ("Ölmössan"), som är småbrukare och ölförsäljare, råkar av misstag sätta eld på en värdefull skog som tillhör sex mäktiga hövdingar. Hövdingarna (bl.a. Snorre gode, lagsagomannen Skafte och Gudmund den mäktige) öppnar ett mordbrandmål på Alltinget mot den obetydlige Ölkovre, som riskerar att bli fredlös. Ölkovre lyckas emellertid spela ut stormännen mot varandra och komma undan detta straff.

## Tillkomst, manuskript och översättning
Sagan skrevs strax före år 1250. Sagan finns bevarad i Möðruvallabók (AM 132 fol.). Den trycktes först i Hólar år 1756 i samlingen Margfróðum söguþáttum Íslendinga.
Sagan är översatt till svenska av Åke Ohlmarks (1964).